# Moutiers-en-Puisaye
Moutiers-en-Puisaye è un comune francese di 289 abitanti situato nel dipartimento della Yonne nella regione della Borgogna-Franca Contea.

## Società

### Evoluzione demografica
Abitanti censiti